# Ceiba Intercontinental Airlines
CEIBA Intercontinental és una aerolínia amb base en Malabo, Guinea Equatorial. La seva principal base d'operacions és l'Aeroport Internacional de Malabo. Tot i que figura a la llista negra d'aerolínies de la Unió Europea pot fer vols regulars a Madrid.

## Acusacions de frau

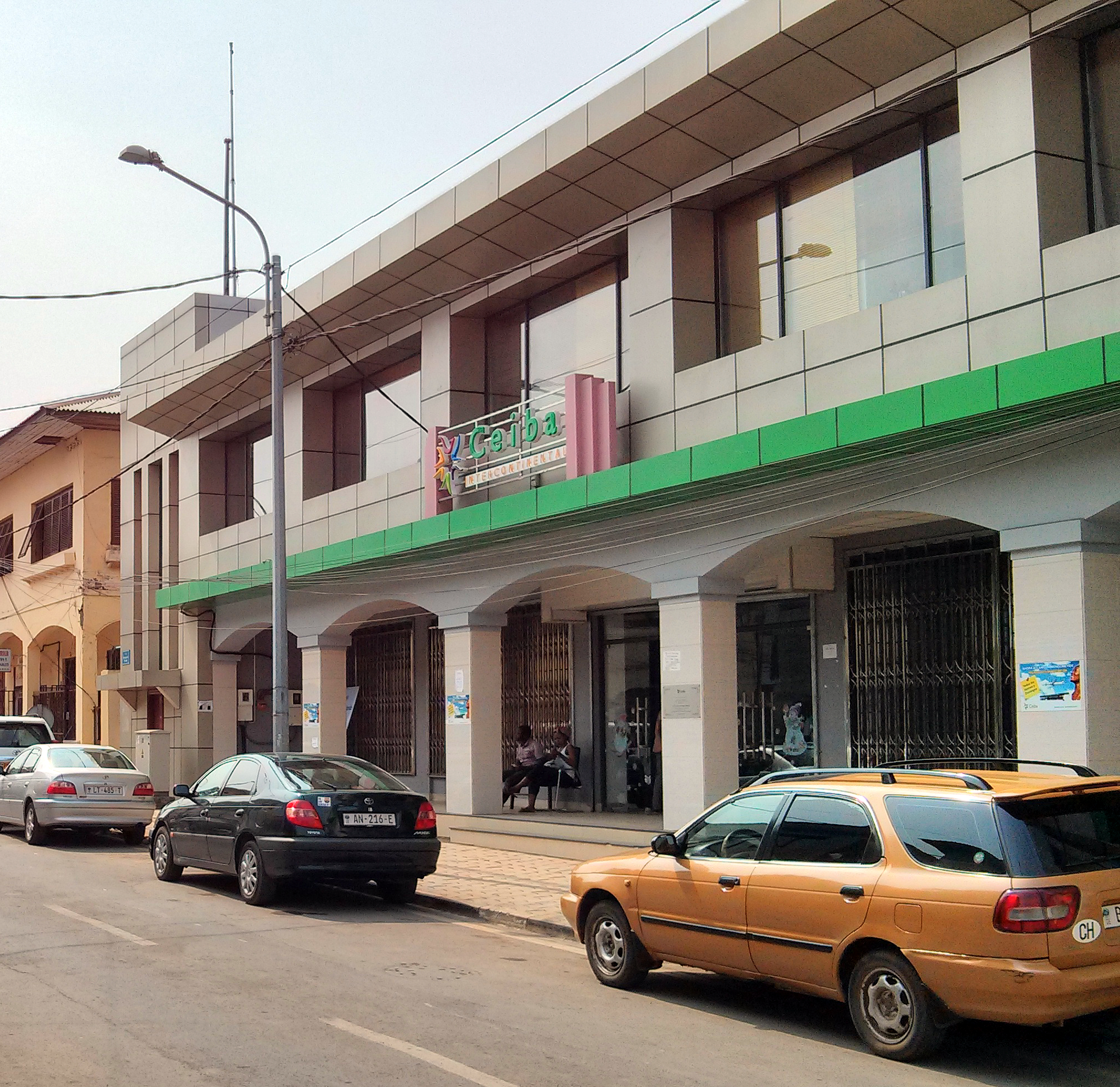
La seu de CEIBA Intercontinental a Malabo, Guinea Equatorial. (2014)

En 2009 el director general de CEIBA Intercontinental Mamadou Jaye, un ciutadà senegalès d'origen gambià va marxar de Guinea Equatorial amb una maleta que contenia 3,5 milions de francs CFA (aproximadament 5 milions d'euros o 6,5 milions dòlars estatunidencs) i peces de recanvi per a avions d'ATR per negociar acords comercials amb Costa d'Ivori, Gàmbia, Ghana, i el Senegal i per establir una oficina d'Àfrica Occidental per a la Ceiba. Jaye mai va tornar a Guinea Equatorial. Jaye va negar que es quedés els diners de l'empresa i va presentar una demanda contra Rodrigo Angwe, corresponsal a Malabo d'Agence France-Presse (AFP) i Radio France Internationale (RFI) que va emetre la notícia. Angwe va utilitzar com a font un empleat qui va dir que va rebre la informació d'internet. Després de l'admissió de l'empleat, AFP i RFI es van retractar de la notícia. Jaye va acusar Angwe d'haver publicat ell mateix la notícia a internet.

## Destins

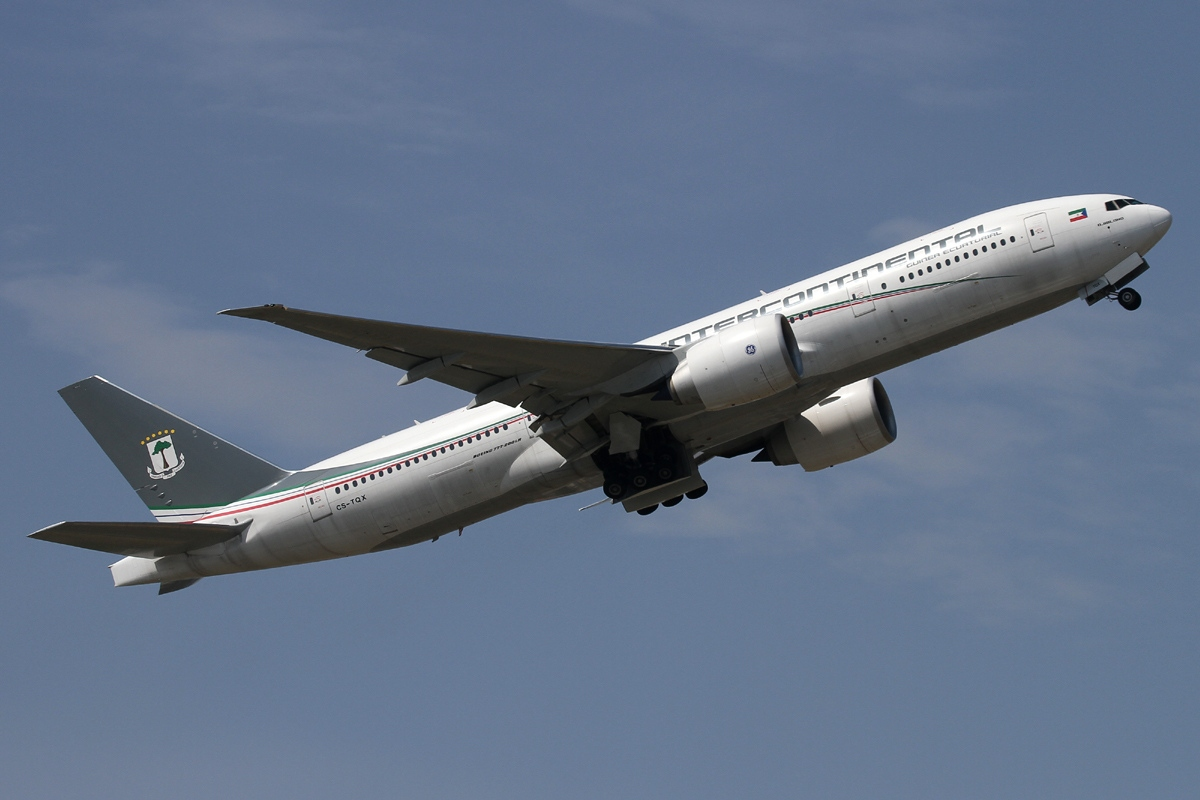
Un Boeing 777-200LR de CEIBA Intercontinental en ruta Moscou-Vnukovo, Rússia. (2013)

CEIBA Intercontinental disposa les següents destinacions partir de gener de 2016:

### Acords de codi compartit
- Air France

## Flota

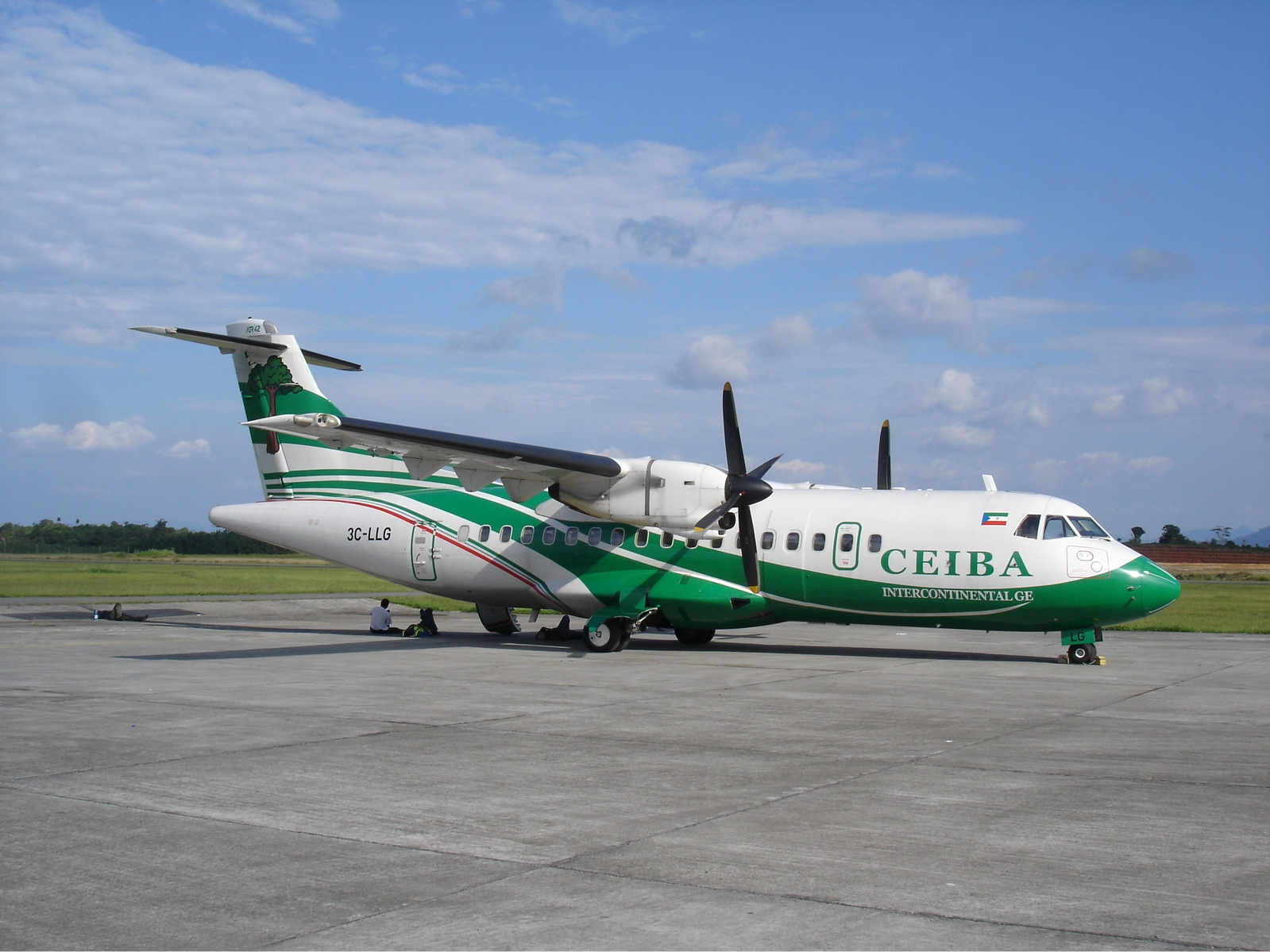
Un ATR 42-320 de CEIBA Intercontinental a l'aeroport de Bata, Bata (Guinea Equatorial) (2007)

La flota de CEIBA Intercontinental inclou els següents aparells (maig de 2015):
| Aparell          | En Flota | Ordres | Notes                                                        |
| ---------------- | -------- | ------ | ------------------------------------------------------------ |
| ATR 42-320       | 1        | 0      |                                                              |
| ATR 42-500       | 1        | 0      |                                                              |
| ATR 72-500       | 2        | 0      |                                                              |
| Boeing 737-800   | 3        | 0      | Entrada en servei: 2014                                      |
| Boeing 767-300ER | 1        | 0      | Operat per Guinea Ecuatorial Airlines                        |
| Boeing 777-200LR | 2        | 0      | Llogat i operat per White Airways, 1 actualment emmagatzemat |
| Total            | 10       | 0      |                                                              |

## Accidents i incidents
El 5 de setembre de 2015 un Boeing 737 que feia el Vol C2-71 (Dakar - Cotonou) va xocar amb una ambulància aèria HS-125 que volava des d'Ouagadougou (Burkina Faso) a Dakar (Senegal). El Boeing 737 fou desviat a Malabo on va aterrar sa i estalvi. Pel que sembla l'ambulància aèria va patir un incident de descompressió i es creu que es va estavellar a l'oceà Atlàntic.